# Републикански път III-3501
Републикански път IIІ-3501 е третокласен път, част от Републиканската пътна мрежа на България, преминаващ по територията на Плевенска и Ловешка област. Дължината му е 33,9 km.
Пътят се отклонява наляво при 2,4 km на Републикански път II-35 западно от село Гривица, минава през южната част на селото и се насочва на изток-югоизток през Средната Дунавска равнина. Минава през село Згалево, град Пордим и селата Одърне и Каменец навлиза в Ловешка област и в северозападната част на град Летница се свързва с Републикански път III-301 при неговия 18,3 km.
| Пътища, отклоняващи се надясно (населено място, № на пътя, посока на пътя) | km   | Пътища, отклоняващи се наляво (посока на пътя, № на пътя, населено място) |
| -------------------------------------------------------------------------- | ---- | ------------------------------------------------------------------------- |
| Община Плевен, Област Плевен, II-35, 2,4 km ←                              | 0,0  | ← 2,4 km, II-35, Област Плевен, Община Плевен                             |
| с. Гривица                                                                 | 1,3  | → с. Гривица, общински път (за 76,7 km на I-3)                            |
| Община Пордим                                                              | 5,7  | Община Пордим                                                             |
| (за с. Пелишат) общински път, с. Згалево ←                                 | 11,8 | с. Згалево                                                                |
| (за с. Пелишат) общински път, гр. Пордим ←                                 | 15,5 | гр. Пордим                                                                |
| (до 39,9 km на III-301) III-3402, 19,4 km, гр. Пордим ←                    | 16,0 | ← гр. Пордим, 19,4 km, III-3402 (от с. Коиловци)                          |
| (за селата Катерица и Борислав) общински път, с. Одърне ←                  | 24,4 | с. Одърне                                                                 |
| с. Каменец                                                                 | 29,4 | → с. Каменец, общински път (за с. Обнова)                                 |
| Община Летница, Област Ловеч                                               | 30,8 | Област Ловеч, Община Летница                                              |
| (до гр. Ловеч) III-301, 18,3 km, гр. Летница ←                             | 35,9 | ← гр. Летница, 18,3 km, III-301 (от с. Козар Белене)                      |